# Phalacroseris
Phalacroseris je monotipski rod glavočika smješten u podtribus Cichoriinae. Jedina vrsta je trajnica P. bolanderi, američki endem iz Kalifornije s planina Sierra Nevada.
Njegovi žuti cvjetovi donekle su nalik maslačkovim, pa je narodnim imenom poznat kao bolanderov lažni maslačak.